# Cathédrale de Pennabilli
La cathédrale de Pennabilli est une église catholique romaine de Pennabilli, en Italie. Il s'agit de la cathédrale du diocèse de Saint-Marin-Montefeltro.